# Euphémie de Hongrie
 (mai 2023).
La mise en forme du texte ne suit pas les recommandations de Wikipédia : il faut le « wikifier ».
Les points d'amélioration suivants sont les cas les plus fréquents. Le détail des points à revoir est peut-être précisé sur la page de discussion.
- Les titres sont pré-formatés par le logiciel. Ils ne sont ni en capitales, ni en gras.
- Le texte ne doit pas être écrit en capitales (les noms de famille non plus), ni en gras, ni en italique, ni en « petit »…
- Le gras n'est utilisé que pour surligner le titre de l'article dans l'introduction, une seule fois.
- L'italique est rarement utilisé : mots en langue étrangère, titres d'œuvres, noms de bateaux, etc.
- Les citations ne sont pas en italique mais en corps de texte normal. Elles sont entourées par des guillemets français : « et ».
- Les listes à puces sont à éviter, des paragraphes rédigés étant largement préférés. Les tableaux sont à réserver à la présentation de données structurées (résultats, etc.).
- Les appels de note de bas de page (petits chiffres en exposant, introduits par l'outil «  Source ») sont à placer entre la fin de phrase et le point final[comme ça].
- Les liens internes (vers d'autres articles de Wikipédia) sont à choisir avec parcimonie. Créez des liens vers des articles approfondissant le sujet. Les termes génériques sans rapport avec le sujet sont à éviter, ainsi que les répétitions de liens vers un même terme.
- Les liens externes sont à placer uniquement dans une section « Liens externes », à la fin de l'article. Ces liens sont à choisir avec parcimonie suivant les règles définies. Si un lien sert de source à l'article, son insertion dans le texte est à faire par les notes de bas de page.
- La présentation des références doit suivre les conventions bibliographiques. Il est recommandé d'utiliser les modèles {{Ouvrage}}, {{Chapitre}}, {{Article}}, {{Lien web}} et/ou {{Bibliographie}}. Le mode d'édition visuel peut mettre en forme automatiquement les références.
- Insérer une infobox (cadre d'informations à droite) n'est pas obligatoire pour parachever la mise en page.

Pour une aide détaillée, merci de consulter Aide:Wikification.
Si vous pensez que ces points ont été résolus, vous pouvez retirer ce bandeau et améliorer la mise en forme d'un autre article.
Euphémie de Hongrie (c. 1055 - 1111) est une des filles du roi Béla Ier de Hongrie et de sa femme, Richezza de Pologne. Elle est l'épouse du duc Othon Ier d'Olomouc, le deuxième fils du duc de Bohême Bretislav Ier,.
Ils se sont mariés avant 1073.
Certains historiens pensent qu'Euphémie est en réalité la fille du frère aîné de Bela , André Ier le Catholique, et de sa femme Anastasia de Kiev (son véritable nom serait alors Adélaïde), en raison de faibles sources concernant sa naissance. Cependant, la théorie principale soutenue par la plupart des universitaires et des historiens[pourquoi ?] est qu'Euphémie est née d'un mariage entre le roi Béla Ier de Hongrie et une princesse inconnue de dynastie Piast.
Ensemble, ils ont quatre enfants,, :
- Svatopluk Ier de Bohême (c.1075 - 21 septembre 1109) ;
- Othon II de Moravie (1099 - 18 février 1126) ;
- Bretislav ;
- Boleslava.

Bretislav et Boleslava, les deux plus jeunes de leurs enfants ont disparu des archives écrites et sont donc supposés être décédés à un jeune âge.
Après la mort d'Othon d'Olomouc, en 1087, 
Vratislav II de Bohême, devenu Roi de Bohême, donne la Principauté d'Olomouc à son propre fils, Bořivoj II de Bohême, et bannit Euphémie et ses enfants. Au lieu de retourner en Hongrie, Euphémie reste avec ses fils et se réfugie chez le frère aîné de son mari, Conrad Ier de Bohême. Conrad ne régne que huit mois sur le duché de Bohême, après quoi le duché est attribué à Bretislav II de Bohême, selon la loi héréditaire du séniorat. Néanmoins, l'inimitié avec la branche morave des Premyslides augmente, d'autant plus lorsque le duc Bretislav II de Bohême nomme son demi-frère Bořivoj II de Bohême souverain des terres moraves et fait une demande à Henri IV, empereur du Saint Empire romain germanique, pour reconnaître la succession de Bořivoj II comme duc de Bohême, déclenchant ainsi une guerre civile avec les fils de Conrad Ier, Ulrich de Brno et Luitpold de Znojmo.
Finalement, en 1092, la paix est conclue.
Après cette paix, Euphémie et ses enfants purent retourner à Olomouc où les garçons reçurent leur héritage. Euphémie régne comme régente jusqu'en 1095.
En 1099, lorsque l'empereur Henri IV du Saint Empire Romain Germanique fait rédiger une charte impériale, Bořivoj II de Bohême, prévaut sur ses frères et cousins et après la mort de  son frère Bretislav II de Bohême en 1100, il prend le pouvoir.
Cependant, lorsque l'empereur est déposé par son propre fils Henri V, alors Roi des Romains, le fils aîné d'Euphémie Svatopluk Ier qui a des bonnes relations avec ce dernier, profite de l'occasion pour marcher contre Bořivoj II et revendiquer le duché de Bohême.
On ne sait pas grand-chose d'autre sur Euphémie pendant cette période. Elle mourut en 1111 et fut enterrée aux côtés de son mari dans le monastère de Hradisko qu'ils fondèrent.